# The Very Best Of Sandra
The Very Best Of Sandra este noul album al artistei Sandra (cântăreață). Prin el se găsesc tot felul de melodii celebre. Albumul conține 2 CD-uri și un DVD cu toate videoclipurile Sandrei.
CD1:                                               (Mai sunt și alte piese de pe celelalte CD-uri pe care le puteți gasi pe internet.)
1.Maria Magdalena
2.Everlasting Love
3.We''ll Be Together
4.In The Heat Of The Night
5.Hiroshima
6.Little Girl
7.Hi!Hi!Hi!
8.One More Night
9.Such A Shame
10.Maybe Tonight
11.The Night Is Still Young (Feat Thomas Anders)
12.All You Zombies
13.La Vista De Luna
14.Don't Be Aggressive
15.Innocent Love
16.Japan Ist Weit (Big In Japan)
17.Sekunden